# Radiante
El radiante o aparente radiante de una lluvia de meteoros es el punto celeste en el cielo desde el cual —desde el punto de vista de un observador terrestre— parecen originarse las trayectorias de los meteoros. Las Perseidas, por ejemplo, son meteoros que parecen provenir de un punto dentro de la constelación de Perseo.

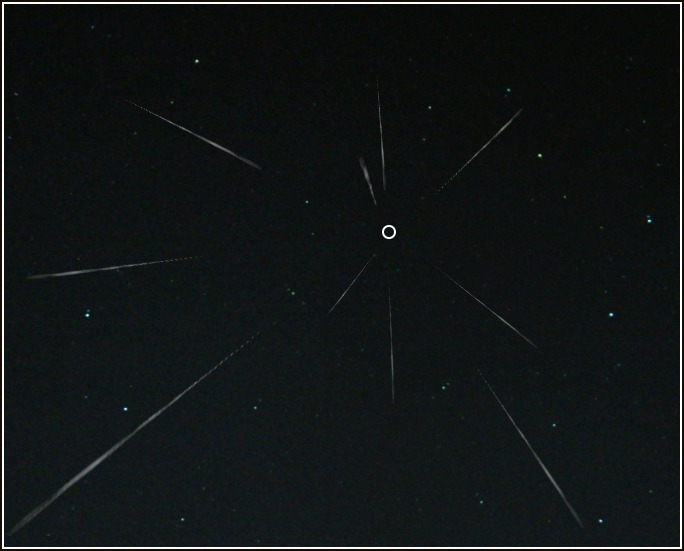
Diagrama de una lluvia de meteoros con el radiante marcado con un círculo.

Las trayectorias de meteoros aparecen en ubicaciones aleatorias en el cielo, pero las trayectorias aparentes de dos o más meteoros de la misma lluvia divergen del radiante. El radiante es el punto de fuga de las trayectorias de los meteoros, que son líneas paralelas en el espacio tridimensional, visto desde la perspectiva del observador, que ve una proyección bidimensional contra el cielo. El efecto geométrico es idéntico a los rayos crepusculares, donde los rayos de sol paralelos parecen divergir.
Un meteoro que no apunta hacia el radiante conocido para una lluvia determinada se conoce como esporádico y no se considera parte de esa lluvia.
Las lluvias de meteoros pueden aparecer poco tiempo antes de que el radiante se eleve en el cielo oriental del observador. El radiante en tales casos está sobre el horizonte a la altura del meteoro.
Durante el período activo de la mayoría de las lluvias, el radiante se mueve casi un grado hacia el este, paralelo a la eclíptica, contra el fondo estelar cada día. Esto se denomina deriva diurna del radiante, y se debe en gran medida al propio movimiento orbital de la Tierra alrededor del Sol, que también avanza a casi un grado por día. Como el radiante está determinado por la superposición de los movimientos de la Tierra y el meteoro, la dirección orbital cambiante de la Tierra hacia el este hace que el radiante también se mueva hacia el este.

## Causas

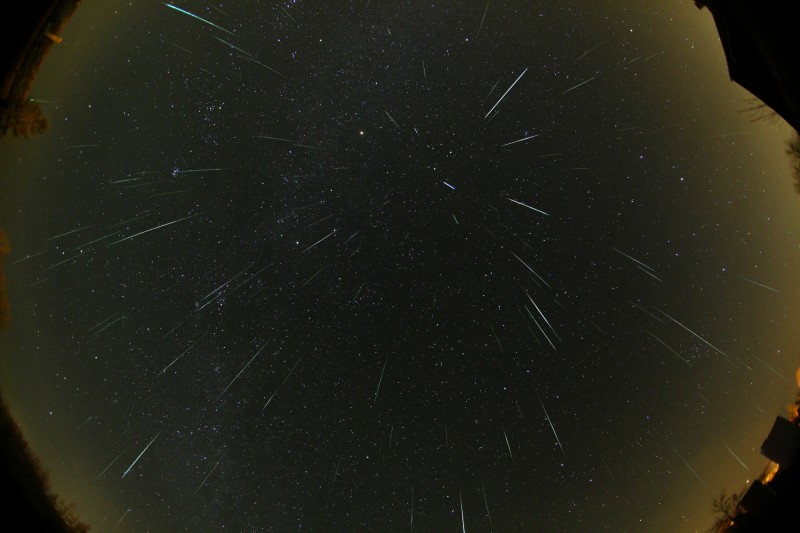
Las Gemínidas mostrando claramente la posición del radiante.

Las lluvias de meteoros son causadas principalmente por los rastros de polvo y escombros que dejan los cometas. Este polvo continúa moviéndose a lo largo de la estela del cometa, y cuando la Tierra se mueve a través de esos desechos, se produce una lluvia de meteoros. Debido a que todos los escombros se mueven aproximadamente en la misma dirección, los meteoros que golpean la atmósfera "apuntan" hacia la dirección de la trayectoria del cometa.
Como excepción, las Gemínidas son una lluvia provocada por el asteroide Faetón, que se cree que es un asteroide palladiano.

## Observación
El radiante es un factor importante en la observación. Si el punto radiante está en o debajo del horizonte, entonces se observarán pocos o ningún meteoro. Esto se debe a que la atmósfera protege a la Tierra de la mayoría de los desechos, y solo se podrán ver aquellos meteoros que viajan exactamente —o muy cerca— de la tangencial a la superficie de la Tierra.
Aquí están los puntos radiantes de algunas de las principales lluvias de meteoros del año.
| Lluvia de meteoros      | Punto radiante                                                         |
| ----------------------- | ---------------------------------------------------------------------- |
| Cuadrántidas            | Constelación Boötes, cerca de la antigua constelación Quadrans Muralis |
| Alfa Centáuridas        | Constelación Centaurus, cerca de la estrella Alfa Centauri             |
| Líridas                 | Constelación Lyra, cerca de la estrella Vega                           |
| Eta Acuáridas           | Constelación Aquarius, cerca de la estrella Eta Aquarii                |
| Ariétidas               | Constelación Aries                                                     |
| Delta Acuáridas del Sur | Constelación Aquarius, cerca de la estrella Delta Aquarii              |
| Alfa Capricornidas      | Constelación Capricornus                                               |
| Perseidas               | Constelación Perseus                                                   |
| Aurígidas               | Constelación Auriga, cerca de la estrella Capella                      |
| Dracónidas              | Constelación Draco                                                     |
| Oriónidas               | Constelación Orion, cerca de la estrella Betelgeuse                    |
| Táuridas del Sur        | Constelación Taurus, cerca de la estrella Aldebarán                    |
| Táuridas del Norte      | Constelación Taurus                                                    |
| Leónidas                | Constelación Leo, cerca de la estrella Régulo                          |
| Gemínidas               | Constelación Géminis                                                   |
| Úrsidas                 | Constelación Ursa Minor, cerca de la estrella Kochab                   |